# Dungeon Siege II
Dungeon Siege II est un jeu vidéo de type action-RPG édité par Microsoft et réalisé par Gas Powered Games. Le jeu est également disponible sur Mac OS édité par Mac Soft.
Ce deuxième opus reprend l'esprit hack'n slash de Dungeon Siege, en y apportant quelques modifications :
- les races disponibles pour le personnage sont : humains, elfes, dryades, semi-géants. On abandonne donc le squelette et le nain.
- un seul monde pour le solo et le multijoueur, et nombre de joueurs limités à 4 ou 6 joueurs selon le nombre de personnages engagés.
- moteur 3D revu à la hausse.
- gestion des personnages avec des branches d'aptitude dans chaque catégories : combat à distance, combat au corps à corps, magie naturelle et magie de guerre.
- le service Game Spy : il fournit une liste de parties multijoueur en cours, et héberge les fichiers de personnages.